# Последното изкушение на Христос
„Последното изкушение на Христос“ (на английски: The Last Temptation of Christ) е американски драматичен филм от 1988 година на режисьора Мартин Скорсезе, по сценарий на Пол Шрьодер. Филмът е адаптация на романа от 1955 г. на Никос Казандзакис със същото име.

## Роман
Романът на Никос Казандзакис „Последното изкушение на Христос“ е публикуван за първи път на английски език през 1960 година. Светият синод на гръцката православна църква в Атина иска да спре разпространението му в Гърция, като се посочва, че романът, който е вдъхновен от теориите на Фройд и историческия материализъм, изкривява Евангелието и Божията фигура – нещо грубо, вулгарно и богохулно.
И. А. Ричардс твърди, че Казандзакис в „Последното изкушение на Христос“ се опитва да възвърне ценностите на ранното християнство като любов, братство, смирение и самоотричане. Според П. Бийн идеята на романа е, че всеки човек (включително и Исус) съчетава в себе си и доброто, и лошото; и омразата и любовта. Психологически здравият човек не пренебрегва или погребва злото в себе си. Вместо това той го пренасочва към служба на доброто.
Централната теза на книгата е, че Исус, въпреки че е освободен от греха, все още е бил подложен на страх, съмнение, депресия, нежелание и похот. Казандзакис твърди в предговора на романа, че като се изправи пред всички слабости на човека, Исус се затруднява да изпълни Божията воля, без да се предаде на изкушенията на плътта. Романът развива аргумента, че ако Исус се поддаде на такова изкушение, особено на възможността да се спаси от кръста, животът му не би бил по-ценен от този, на който и да е друг философ.

## Сюжет
Исус от Назарет е дърводелец в римската окупирана Юдея. Той е разкъсван между собствените си желания и знанието, че Бог има план за него. Този конфликт води до себеотрицание и Исус сътрудничи на римляните да разпнат еврейските бунтовници.
Юда, приятел на Исус, първоначално изпратен да го убие за сътрудничество, подозира, че Исус е Месията и го моли да поведе освободителна война срещу римляните. Исус отговаря, че посланието му е любов към човечеството, след което Юда се присъединява към Христос в служението му, но заплашва да го убие, ако се отклони от целта на бунта.
Исус има неизвестна предишна връзка с Мария Магдалена, еврейска проститутка. След като я спасява от тълпата, събрана да я убие за проституция, Исус започва да проповядва. Независимо че се сдобива с ученици, остава несигурен в ролята си. Христос посещава Йоан Кръстител, който го кръщава. Двамата обсъждат теологията и политиката. Основната цел на Йоан е да се освободи от римляните, докато Исус твърди, че хората трябва да следват повелите на духа. Исус отива в пустинята, за да изпробва връзката на Бога със самия себе си. Там бива изкушен от Сатаната, но се съпротивлява и се вижда с брадва: отговор на дилемата на Исус дали да избере пътя на любовта (символизиран от сърцето), или пътя на насилието – представен от брадвата. Исус се връща от пустинята до дома на Марта и Мери, които се опитват да го убедят, че начинът да се угоди на Бога, е да имаш дом, брак и деца. Тогава Исус се явява на чакащите си ученици и ги кани да го последват. С ново доверие той извършва различни чудеса и издига Лазар от мъртвите.
В края на краищата служението на Христос достига до Йерусалим, където изпълнява почистването на храма и води малка армия, за да го завладее със сила, но спира, за да изчака знамение от Бога. Исус започва да кърви от ръцете си, което е знак, че трябва да умре на кръста, за да донесе спасение на човечеството. Признавайки на Юда, той убеждава последния да го даде на римляните, въпреки нежеланието на Юда. Исус свиква учениците си, след което Юда води войници, които го арестуват в Гетсиманската градина. Понтий Пилат се изправя срещу Исус и му казва, че трябва да бъде убит, защото представлява заплаха за Римската империя. Христос бива бит, а на главата му е поставен венец от тръни. Накрая Исус е разпнат.
Докато е на кръста, Христос разговаря с млада жена, която твърди, че е негов ангел-пазител. Тя му казва, че макар и да е Божий Син, той не е Месията и Бог е доволен от него и иска да бъде щастлив. Тя го сваля от кръста и, невидима за другите, го отвежда до Мария Магдалена, с която се омъжват. Те скоро имат дете и живеят в идиличен живот, но Мария Магдалена рязко умира, а Исус се утешава от своя ангел. По-късно той взема Мария и Марта, сестри на Лазар, за свои жени. Заедно създават семейство, имат много деца и живеят живота си в мир.
Много години по-късно Исус среща апостол Павел, проповядващ за Месията, разказващ истории за възкресението и възнесението на Исус на небето. Исус се опитва да каже на Павел, че той е човекът, за когото Павел проповядва, и твърди, че спасението не може да се основава на лъжи. Но Павел е непоклатим, заявявайки, че дори проповедите му да не са истината, те са това, което светът трябва да чуе, и нищо няма да го спре да го провъзгласява.
В края на живота си един застарял Исус вика своите бивши ученици да го посетят. Петър, Натаниел и Йоан посещават господаря си. Юда идва последен и разкрива, че младежкият ангел, който освободил Исус от разпъването, всъщност е Сатана. Той се промъква обратно през горящия град Йерусалим и Исус стига до мястото на разпятието си. Той моли Бога да му позволи да изпълни целта си и да „позволи да бъде син на Бога“.
Исус отново се озовава на кръста, преодолявайки „последното изкушение“ за бягство от смъртта, сключване на брак и издигане на семейство и последвалото бедствие, което впоследствие е щяло да обхване човечеството. Исус вика в екстаз, докато умира: „Това е извършено!“, осъзнавайки, че е спасил душата на човечеството.

## В ролите
| Изпълнител        | Роля            |
| ----------------- | --------------- |
| Уилям Дефо        | Исус            |
| Харви Кайтел      | Юда Искариотски |
| Барбара Хърши     | Мария Магдалена |
| Хари Дийн Стантън | Свети Павел     |
| Дейвид Боуи       | Пилат Понтийски |
| Верна Блум        | Дева Мария      |
| Виктор Арго       | Свети Петър     |

## Излъчване
Филмът излиза на 12 август 1988 г. По-късно е прожектиран като част от Международния филмов фестивал във Венеция на 7 септември 1988 г.

### Атака на театър „Свети Мишел“, Париж
На 22 октомври 1988 г. една интегристка католическа група опожарява парижкия театър „Свети Мишел“, докато показва филма. Малко след полунощ, запалително устройство се запалва под седалката в по-малко наблюдаваната подземна стая, където се показва друг филм. Запалителното устройство се състои от заряд от калиев хлорат, задействан от флакон, съдържащ сярна киселина.
Нападението ранява тринадесет души, четири от които са с тежки изгаряния. Театърът „Свети Мишел“ е силно повреден и е отворен три години по-късно след възстановяването. Парижкият архиепископ Жан-Мари Кардинал Лъстигер (преди това осъдил филма, без да го е видял) осъжда атаката, като нарича извършителите „врагове на Христос“.
За атаката впоследствие е обвинена християнска фундаменталистка група, свързана с Бернар Антъни, представител на крайнодясния фронт и отлъчените последователи на архиепископ Марсел Лефебер.

## Противоречия
Финалната сцена на „Последното изкушение на Христос“ изобразява разпнатия Исус, изкушен от това, което се оказва Сатана под формата на красиво дете – преживяване на мечта или алтернативна реалност, където той слиза от кръста, жени се за Мария Магдалена (и по-късно за Мария И Марта) и живее живота си като напълно обикновен човек. Той научава на смъртното си легло, че е измамен от Сатана и моли Бог да го остави да бъде „син на Бога“ и отново се озовава на кръста.
Поради тези отклонения от разказите на Евангелието – и особено сцената, в която Исус и Мария Магдалена консумират брака си – няколко християнски групи организират протести и бойкоти на филма преди и след освобождаването му. Един протест, организиран от религиозна калифорнийска радиостанция, събира 600 протестиращи пред тогавашната компания MCA на Universal Studios. Един от протестиращите се облича като председател на MCA Lew Wasserman и се прави, че носи ноктите от ръцете на Исус в дървен кръст. Евангелистът Бил Брайт предлага да купи отрицателния филм на Универсал, за да го унищожи. Протестите биват ефективни и убеждават няколко театрални вериги да не излъчват филма. Една от тези вериги, General Cinemas, по-късно се извинява на Скорсезе за това.
Майка Ангелика, католическа монахиня и основателка на телевизионната мрежа „Вечна дума“, описва „Последното изкушение“ като „най-богохулното подиграване с Евхаристията, което някога е било извършено на този свят“, и „филм на Холокоста, който има властта да унищожава душите“.
В някои страни, включително Гърция, Турция, Мексико, Чили и Аржентина, филмът бива забранен или цензуриран в продължение на няколко години. От юли 2010 г. филмът продължава да не се излъчва във Филипините и Сингапур.

## Оценка

### Box office
„Последното изкушение на Христос“ е излъчен в 123 театъра на 12 август 1988 г. и натрупва приблизително $ 401 211 в началото на уикенда. Филмът не е финансов успех. В края на кампанията си, той печели само $ 8 373 585 на вътрешния пазар (струващ над 7 000 000 за кино) и $ 487 867 в Мексико; общо $ 8 861 452 в световен мащаб.

### Критика
Филмът е подкрепен от филмовите критици и някои религиозни лидери. Преглед на агрегатора Rotten Tomatoes съобщава, че 82% от 51 филмови критици са дали на филма положителен преглед, със средна оценка 7,4 от 10. Metacritic, която възлага средна оценка от 100 на рецензии от главните критици, дава на филма резултат от 80 на базата на 18 отзива.
Писателите в NNDB твърдят, че „сценарият на Пол Шрьодер и представлението на Уилям Дефо направиха най-честното Христово изображение на Исус, което някога е било заснето.“ Преглед, свързан с Католическата новинарска служба твърди, че „Последното изкушение“ се проваля поради артистична неадекватност, а не заради анти-религиозна пристрастност.